# Les Vacanciers
Pour plus de détails, voir Fiche technique et Distribution.
Les Vacanciers est un film français réalisé par Michel Gérard en 1974.

## Synopsis
La famille Chatton décide de partir en vacances à Mittelbergheim. Alors qu'elle pensait avoir loué un confortable deux pièces pour les vacances, la famille a la mauvaise surprise de se retrouver logée dans un grenier très sommairement aménagé. De plus, ils ont la malchance d'être très mal accueillis par Aloyse Frankensteinmuhl, le propriétaire, qui n'est autre que le maire du village, ne supportant absolument pas la présence des Chatton, qu'il qualifie de gauchistes. Tout change à l'arrivée de Tante Aimée, la véritable propriétaire des lieux.

## Fiche technique
- Titre : Les vacanciers
- Réalisation : Michel Gérard
- Scénario, dialogues, adaptation : Michel Gérard, Vincent Gauthier
- Musique originale : Daniel Fauré
- Directeur de la photographie : Jean Monsigny
- Distribution : Les Films Jacques Leitienne
- Tournage : 1973
- Année de sortie : 27 mars 1974
- Durée : 90 min
- Format : couleur
- Affiche : Jouineau Bourduge (France)

## Distribution
- Alice Sapritch : Tante Aimée
- Michel Galabru : Aloyse Frankensteinmuhl
- Paul Préboist : Benjamin Chatton
- Jacqueline Jehanneuf : Stéphanie Frankensteinmuhl
- Louison Roblin : Louison Chatton
- Vincent Gauthier : Philippe Chatton
- Anne Aor : Charlotte Chatton
- Bernard Charlan : Chef de gendarmerie
- Johnny Monteilhet : Daniel